# Quietula guaymasiae
Quietula guaymasiae  é uma espécie de peixe da família Gobiidae e da ordem Perciformes.

## Habitat
É um peixe marítimo, de clima subtropical e demersal.

## Distribuição geográfica
É encontrado no Oceano Pacífico oriental central: México.

## Observações
É inofensivo para os humanos.